# Хроника Шах-Махмуда Чураса
Хроника (История) Шах-Махмуда Чураса (Тарих-и Шах Махмуд ибн Мирза Фазил Чурас, перс. تاریخ شاه محمود بن میرزا فاضل جراس‎) — персоязычный исторический труд Шах-Махмуда Чураса, жившего в XVII веке в Восточном Туркестане (Яркендское ханство). Ценный исторический источник для изучения истории не только Восточного Туркестана, но и Кыргызстана, Казахстана, Средней Азии и Джунгарского ханства.
Шах-Махмуд Чурас написал свою «Хронику» по предложению временщика Эрка-бека, который хотел этим прославить хана Исмаила. Сочинение представляет собой последовательное изложение периодов правления ханов Моголистана, а также правлений Чагатаидов в Чалыше (Карашар), Турфане и Комуле (Хами). «Хроника» начинается с истории Чагатаида Йунуса (1462—1487) и доводится до года воцарения Исмаил-хана в 1670 году. Состоит из вступления и 118 глав различного объёма.
Источником сведений о периоде до правления хана Абд ар-Рашида послужил «Тарихи Рашиди» Мирза Мухаммада Хайдара (по сути, эта часть является конспективным изложением упомянутого труда). По-видимому, Шах-Махмуд Чурас замыслил сделать своё сочинение продолжением «Истории» Мирзы Мухаммада Хайдара. Более поздние события излагаются на основе рассказов отца автора и других современников, а также на личных наблюдениях Шах-Махмуда Чураса. «Хроника» содержит оригинальные сообщения, тесно связанные с историей узбеков, казахов, киргизов и ойратов (калмаков). Благодаря ей стали известны подробности взаимоотношения Моголистана с Шейбанидами, Аштарханидами, казахскими ханами и султанами, киргизскими объединениями и ойратскими феодалами.
Первое сообщение о «Хронике» Шах-Махмуда Чураса принадлежит Заки Валиди Тогану, который обнаружил её в Ташкенте в 1913 году. Полное исследование и перевод источника осуществил О. Ф. Акимушкин.